# Sergiolus
Genre
Sergiolus est un genre d'araignées aranéomorphes de la famille des Gnaphosidae.

## Distribution
Les espèces de ce genre se rencontrent en Amérique du Nord, aux Antilles et en Asie de l'Est.

## Liste des espèces
Selon World Spider Catalog (version 22.0, 01/05/2021) :
- Sergiolus angustus (Banks, 1904)
- Sergiolus bicolor Banks, 1900
- Sergiolus capulatus (Walckenaer, 1837)
- Sergiolus columbianus (Emerton, 1917)
- Sergiolus cyaneiventris Simon, 1893
- Sergiolus decoratus Kaston, 1945
- Sergiolus gertschi Platnick & Shadab, 1981
- Sergiolus guadalupensis Platnick & Shadab, 1981
- Sergiolus hosiziro (Yaginuma, 1960)
- Sergiolus iviei Platnick & Shadab, 1981
- Sergiolus kastoni Platnick & Shadab, 1981
- Sergiolus lowelli Chamberlin & Woodbury, 1929
- Sergiolus magnus (Bryant, 1948)
- Sergiolus mainlingensis Hu, 2001
- Sergiolus minutus (Banks, 1898)
- Sergiolus montanus (Emerton, 1890)
- Sergiolus ocellatus (Walckenaer, 1837)
- Sergiolus songi Xu, 1991
- Sergiolus stella Chamberlin, 1922
- Sergiolus tennesseensis Chamberlin, 1922
- Sergiolus unimaculatus Emerton, 1915

## Publication originale
- Simon, 1892 : « On the spiders of the island of St. Vincent. Part 1. » Proceedings of the Zoological Society of London, vol. 1891, p. 549-575 (texte intégral).